# Quận Bernalillo, New Mexico
Quận Bernalillo (tiếng Anh: Bernalillo County) là quận đông dân nhất tiểu bang New Mexico, Hoa Kỳ . Quận nằm trong khu vực thống kê dân số Albuquerque, New Mexico. Quận có dân số 556.678 vào điều tra dân số năm 2000; trong năm 2008, dân số ước tính đạt 635.139 người. Quận lỵ là thành phố Albuquerque6.

## Dân số
Quận Bernalillo là quận đông dân nhất tiểu bang New Mexico. Theo điều tra dân số [6] năm 2000, quận đã có dân số 556.678 người, 220.936 hộ, và 141.178 gia đình sống trong quận hạt, khiến cho quận Bernalillo là quận đông dân nhất trong tiểu bang.. Mật độ dân số là 477 người cho mỗi dặm vuông (184/km ²). Đã có 239.074 đơn vị nhà ở với mật độ trung bình là 205 dặm vuông (79/km ²). Thành phần dân tộc của dân cư quận gồm 70,75% người da trắng, 2,77% da đen hay Mỹ gốc Phi, 4,16% người Mỹ bản xứ, 1,93% người châu Á, 0,10% người đảo Thái Bình Dương, 16,07% từ các chủng tộc khác, và 4,22% từ hai hoặc nhiều chủng tộc. 41,96% dân số là người Hispanic hay Latino thuộc chủng tộc nào khác.
Quận có 220.936 hộ, trong đó 31,40% có trẻ em dưới 18 tuổi sống chung với họ, 46,00% là các cặp vợ chồng sống với nhau, 12,90% có chủ hộ là nữ không có mặt chồng, và 36,10% là không lập gia đình. 28,50% của tất cả các hộ gia đình đã được tạo thành từ các cá nhân và 7,90% có người sống một mình 65 tuổi trở lên đã được người. Bình quân mỗi hộ là 2,47 và cỡ gia đình trung bình là 3,06.
Trong quận có cơ cấu tuổi của dân số là với 25,30% ở độ tuổi dưới 18, 10,30% 18-24, 30,40% 25-44, 22,40% 45-64, và 11,50% 65 tuổi trở lên. Tuổi trung bình là 35 năm. Cứ mỗi 100 nữ có 95,50 nam giới. Cứ mỗi 100 nữ 18 tuổi trở lên, đã có 92,90 nam giới.
Thu nhập trung bình cho một hộ gia đình trong quận đã được 38.788 USD, và thu nhập trung bình cho một gia đình là $ 46,613. Nam giới có thu nhập trung bình  33.720 đô la Mỹ so với 26.318 USD đối với phái nữ. Thu nhập trên đầu cho các quận được  20,790 USD. Giới 10,20% gia đình và% 13,70 dân số sống dưới mức nghèo khổ, trong đó có 17,90% những người dưới 18 tuổi và 9,10% có độ tuổi từ 65 trở lên.